# 福島県道177号磐城棚倉停車場線
福島県道177号磐城棚倉停車場線（ふくしまけんどう177ごう いわきたなぐらていしゃじょうせん）は、福島県東白川郡棚倉町にある一般県道である。

## 路線概要
- 起点：福島県東白川郡棚倉町棚倉字北町（JR水郡線磐城棚倉駅前）
- 終点：福島県東白川郡棚倉町上台字調練場
- 総延長：1.744 km[1]
  - 実延長：1.351 km
- 路線認定年月日：1959年8月31日[2]

磐城棚倉駅から国道118号に至る路線として指定された後、国道118号棚倉バイパスの開通により旧道部分が当路線として追加指定された。

### 重用路線
- 福島県道25号棚倉鮫川線（東白川郡棚倉町棚倉字町裏～同町花園字鹿子山）

## 通過する自治体
- 福島県
  - 東白川郡棚倉町

## 接続・交差する道路
- 福島県道25号棚倉鮫川線 国道118号方面（棚倉字町裏）
- 福島県道25号棚倉鮫川線 鮫川村方面（花園字鹿子山）
- 国道118号棚倉バイパス（上台字調練場 終点）

## 沿線
- JR水郡線 磐城棚倉駅
- 棚倉町立図書館
- エコス棚倉店